# جون كامبل (لاعب كريكت)
جون كامبل (21 سبتمبر 1993 في جامايكا - ) (بالإنجليزية: John Campbell)‏ هو لاعب كريكت جامايكي. شارك مع منتخب جامايكا الوطني للكريكت.

## وصلات خارجية
- جون كامبل على موقع إي آس بي آن كريك إنفو (الإنجليزية)